# Autorità di bacino interregionale del fiume Sangro
L'Autorità di bacino interregionale del fiume Sangro è una delle Autorità interregionali istituite a seguito dell'art. 13 della legge del 18 maggio 1989, n. 183 che gestisce il bacino idrografico dell'omonimo fiume.
Il territorio gestito è suddiviso fra l'Abruzzo e il Molise.
La sede amministrativa è a L'Aquila.